# Martin Lings
Martin Lings (alias Abu Bakr Siraj Ad-Din; Burnage, 24 gennaio 1909 – Westerham, 12 maggio 2005) è stato un orientalista britannico,   discepolo di Frithjof Schuon e studioso di Sufismo.

## Biografia

### Formazione e soggiorno in Egitto
Nacque a Burnage, nel Lancashire, da una famiglia protestante. Fin da giovane effettuò lunghi viaggi, soggiornando gran parte della sua infanzia negli Stati Uniti, lavorando col padre. Lings studiò al Clifton College, poi proseguendo negli studi universitari a Oxford al Magdalen College. Seguì i corsi di C.S. Lewis che poi diventerà uno dei suoi amici più intimi. Finiti gli studi, Lings partì per la Lituania, per insegnare a Kaunas.
Lings fu fortemente impressionato nei suoi studi a Oxford dagli scritti dell'autorità spirituale e metafisica del convertito musulmano francese René Guénon e dal filosofo tradizionalista svizzero Frithjof Schuon. Nel 1938, Lings partì per Basilea in Svizzera per incontrare Schuon, e per diventare suo discepolo per sempre. Trovare la via spirituale autentica e ortodossa fu per lui l'evento marcante della sua vita, cui egli resterà fedele per il resto dei suoi giorni.
Nel 1939, Lings partì alla volta del Cairo (Egitto), per visitare un amico che era assistente di Réné Guénon. Ben presto, dopo il suo arrivo in Egitto, il suo amico morì e Lings cominciò a studiare e a imparare la lingua araba. Fu al Cairo che Lings studierà il sufismo e si convertirà all'Islam.
Resterà al Cairo per una decina d'anni, in cui diventerà professore nell'Università del Cairo e produrrà ogni anno numerose opere teatrali di Shakespeare. Lings sposerà Lesley Smalley nel 1944 e andrà a risiedere in un villaggio nei pressi delle Piramidi. Fu obbligato a lasciare l'Egitto nel 1952, dopo l'inizio delle campagne anti-britanniche che caratterizzarono il periodo successivo alla Rivoluzione egiziana del 1952 e l'istituzione della repubblica nasseriana.

### Ritorno in patria
Di ritorno in patria, Lings proseguì la sua preparazione per conseguire un PhD presso la School of Oriental and African Studies (SOAS). La tesi divenne un libro fondamentale sul sufi algerino Aḥmad al-ʿAlawī. Lavorò poi nel British Museum e più tardi nella British Library dove approfondì le proprie conoscenze di codicologia relativa ai manoscritti orientali.
Scrisse numerosi libri in questo periodo e l'ultimo quarto della sua vita fu per lui denso di soddisfazioni scientifiche. Anche se fu assai apprezzata la sua tesi su Aḥmad al-ʿAlawī, la sua opera più nota è una biografia del Profeta Maometto, edita nel 1983 e stampata anche in Italia dalla casa editrice triestina SITI (Società Italiana di Testi Islamici). Il lavoro, condotto essenzialmente sulla prima biografia di Maometto, la Sīrat al-nabawiyya (Vita del Profeta) di Ibn Ishaq (ma che fu rivista tempo dopo, abbastanza sostanzialmente, da Ibn Hisham), fu acclamata in tutto il mondo arabo e ottenne premi e riconoscimenti dai governi pakistano ed egiziano.
Lings seguiterà a viaggiare per tutta la sua restante vita, anche dopo essersi stabilito nel Kent (Regno Unito).

## Opere
- Retour à l'Esprit : Questions et Réponses, Editions Tasnîm, 2010. ISBN 978-2-9532200-6-3
- Le Livre de la Certitude : la doctrine soufie de la Foi, de la Vision et de la Gnose, Editions Tasnîm, 2009. ISBN 978-2-9532200-2-5
- Le prophète Muhammad, Londra, The Islamic Texts Society, 1983 ISBN 2-02-054979-4 (trad. it. Il Profeta Muhammad, Trieste, Società Italiana Testi Islamici, 1988)
- Qu'est ce que le soufisme (avec Roger Pasquier) (1975)
- Un saint soufi du XXe siècle : le cheikh Ahmad Al Alawi (1990), Éditions du Seuil, Points, Sagesses S38, Héritage et testament spirituels, Paris. ISBN 2020126583
- La Onzième heure  (2001). ISBN 2-8251-1335-2
- A Return to the Spirit: Questions and Answers (2005), Fons Vitae
- Collected Poems, revised and expanded (2002), Archetype
- Ancient Beliefs and Modern Superstitions (2001), Archetype
- The Secret of Shakespeare: His Greatest Plays seen in the Light of Sacred Art (1998), * Quinta Essentia, distributed by Archetype, (pb)
- The Secret of Shakespeare: His Greatest Plays seen in the Light of Sacred Art (1998), * Quinta Essentia, distributed by Archetype, (hb)
- Sacred Art of Shakespeare: To Take Upon Us the Mystery of Things (1998), Inner Tradition
- Symbole & Archétype : Esai sur le sens de l'existence, Editions Tasnîm 2010, ISBN 978-2-9532200-5-6
- Muhammad: His Life Based on the Earliest Sources (1983), Islamic Texts Society,
- The Quranic Art of Calligraphy and Illumination (1976), World of Islam Festival Trust
- The Heralds, and other Poems 1970
- The Elements, and Other Poems (1967), Perennial Books
- The Book of Certainty: The Sufi Doctrine of Faith, Wisdom and Gnosis Abu Bakr Siraj al Din 1952, 1970, 1992.